# Rafael Marques Mariano
Rafael Marques Mariano (Araraquara, 27 maggio 1983) è un ex calciatore brasiliano con passaporto turco, di ruolo attaccante.

## Palmarès

### Club

#### Competizioni nazionali
- Coppa del Brasile: 1

Palmeiras: 2015
- Campionato brasiliano: 1

Palmeiras: 2016